# Miguel Ángel Santalices
Miguel Ángel Santalices, né le 17 mars 1955, est un homme politique espagnol, membre du Parti populaire (PP).
Il est président du Parlement de Galice depuis le 26 janvier 2016.

## Biographie

### Profession
Miguel Ángel Santalices est titulaire d'une licence en médecine et chirurgie obtenue à l'université de Saint-Jacques-de-Compostelle, d'un master en direction, gestion et administration sanitaire et d'un second master en santé publique. Il est fonctionnaire du corps supérieur de la Junte de Galice. Il a été directeur du service ambulancier de Vigo et directeur de l'hôpital de Toén.

### Activités politiques
Il est membre du comité de direction et du comité exécutif du parti populaire de Galice.
Il est élu député au Parlement de Galice depuis la Ve législature et a été vice-président de la chambre pour les Ve, VIIIe et IXe législatures.
Le 26 janvier 2016, il est élu président du Parlement de Galice après la démission de Pilar Rojo. Il est réélu à ce poste à l'ouverture de la Xe législature.